# Жарков, Владимир Петрович
Влади́мир Петро́вич Жарко́в (6 января 1924 — 1 октября 1943) — Гвардии красноармеец Рабоче-крестьянской Красной Армии, участник Великой Отечественной войны, Герой Советского Союза (1943).

## Биография
Владимир Жарков родился в 1924 году в деревне Шевертни (ныне — Гусь-Хрустальный район Владимирской области). После окончания школы работал в колхозе. С августа 1942 года — на фронтах Великой Отечественной войны. Принимал участие в боях на Сталинградском и Южном фронтах. К октябрю 1943 года гвардии красноармеец Владимир Жарков был пулемётчиком 2-го стрелкового батальона 262-го гвардейского стрелкового полка 87-й гвардейской стрелковой дивизии 13-го гвардейского стрелкового корпуса 2-й гвардейской армии Южного фронта. Отличился во время Мелитопольской операции.
В боях к северу от Мелитополя Жарков уничтожил ряд вражеских огневых точек и неоднократно срывал выдвижение вражеских резервов, чем способствовал успешному продвижению вперёд всего подразделения. 1 октября 1943 года у населённого пункта Нейдорф (ныне — хутор Ровный в черте села Коханое Токмакского района Запорожской области Украины), когда немецкие войска предприняли контратаку, Жарков пулемётным огнём уничтожил около 60 вражеских солдат и офицеров. В том бою он был тяжело ранен, но продолжал сражаться, пока не погиб. Похоронен в братской могиле в селе Коханое.
Указом Президиума Верховного Совета СССР от 1 ноября 1943 года за «образцовое выполнение боевых заданий командования по прорыву укрепленной полосы немцев и освобождению города Мелитополь и проявленные при этом отвагу и геройство» гвардии красноармеец Владимир Жарков посмертно был удостоен высокого звания Героя Советского Союза. Также посмертно был награждён орденом Ленина.